# MODHAUS
MODHAUS（モードハウス、朝: 모드하우스）は韓国の芸能事務所。2021年に音楽プロデューサーであるチョン・ビョンギによって設立され、現在tripleS、ARTMSなどのアーティストが所属している。

## 概要
JYPエンターテインメントやWoollimエンターテインメント、ソニーミュージックコリアなどのA&R統括や今月の少女の統括プロデューサーとして活躍した経歴のあるチョン・ビョンギ（朝: 정병기）代表と、韓国ウェブドラマスタジオであるプレイリストのCOOなどの経歴を持つペク・グァンヒョン（朝: 백광현）を副代表に置いた、オープンアーキテクチャーエンターテインメントの構築を目標として設立された芸能事務所である。

## 略歴
2021年11月30日、設立。
2022年2月18日、ファン参加型のガールズグループのローンチングを発表。
4月4日、「tripleS」を発表。
2023年3月17日、今月の少女のメンバーであるヒジン、ジンソル、キムリップ、チェリが専属契約を締結。
4月1日、MODHAUSに所属する今月の少女のメンバーによるプロジェクト「ARTMS」を発表。
6月21日、今月の少女のメンバー・ハスルが専属契約を締結しARTMSへ合流。
2025年5月10日、事務所初のボーイズグループ「idntt」の予告映像を公開した。デビュー日は未定。

## 所属アーティスト
- tripleS
  - ユン・ソヨン
  - チョン・ヘリン
  - イ・ジウ
  - キム・チェヨン
  - キム・ユヨン
  - キム・スミン
  - キム・ナギョン
  - コン・ユビン
  - カエデ
  - ソ・ダヒョン
  - コトネ
  - クァク・ヨンジ
  - ニエン
  - パク・ソヒョン
  - シンウィー
  - マユ
  - リン
  - ジュ・ビン
  - チョン・ハヨン
  - パク・シオン
  - キム・チェウォン
  - ソルリン
  - ソア
  - ジヨン
- ARTMS
  - ヒジン
  - ジンソル
  - キムリップ
  - チェリ
  - ハスル
- idntt
  - キム・ドフン
  - キム・ヒジュ
  - ファンボ・ミンギョル（活動休止中）
  - チェ・テイン
  - イ・ジェヨン
  - キム・ジュホ
  - ナム・ジウン[注 1]
  - イ・ファニ